# Route 340 (Terre-Neuve-et-Labrador)
Pour les articles homonymes, voir Route 340.
La route 340 est une route provinciale secondaire de la province canadienne de Terre-Neuve-et-Labrador située dans le nord-est de l'île de Terre-Neuve. D'orientation nord-sud, elle relie la route Transcanadienne à Twillingate, suivant la baie des Exploits sur une distance de 106 kilomètres. Moyennement empruntée, son revêtement est asphalté sur l'entièreté de son tracé.

## Tracé
La route 340 débute à Notre Dame Junction, précisément comme étant la sortie 23 de la route Transcanadienne, la route 1. Elle emprunte une trajectoire vers le nord sur une distance d'onze kilomètres, puis elle s'oriente ensuite vers la droite à une intersection, continuant en tant que route 341. Elle emprunte une trajectoire vers le nord-est suivant la baie Burnt et la baie des Exploits, et s'oriente vers l'est à Campbellton. À Loon Bay, elle croise la route 343 et emprunte une trajectoire vers le nord-est sur 23 kilomètres. À Boyd's Cove, elle croise la route 331, puis se dirige vers l'ouest. Elle passe ensuite près de Summerford, puis suit l'île World sur une quinzaine de kilomètres, traversant de nombreuses communautés sur cette île, puis rejoint les îles Twillingate, traversant la même ville. Elle se termine à la pointe nord de l'île Twilingate nord, au phare, 106 kilomètres au nord de la route Transcanadienne.

## Communautés traversées
1. Notre Dame Junction
2. Lewisporte
3. South Side
4. Michael's Harbour
5. Campbellton
6. Loon Bay
7. Birchy Bay
8. Boyd's Cove
9. Summerford
10. Virgin Arm
11. Tilt Cove
12. Hillgrade
13. Newville
14. Indian Cove
15. Black Duck Cove
16. Purcell's
17. Little Harbour
18. Twillingate
19. Back Harbour
20. Wild Cove
21. Crow Head